# The Spirit Never Dies
The Spirit Never Dies (deutsch Der Geist stirbt nie) gilt als das zehnte Studioalbum des 1998 gestorbenen österreichischen Künstlers Falco. Es wurde im Dezember 2009 veröffentlicht und enthält bis dato unveröffentlichte Songs aus der Zeit des Albums Wiener-Blut.

## Entstehung
Im November 2008 stieß der Mieter eines Tonstudios in Mörfelden-Walldorf, in dem Falcos Produzenten Gunther Mende und Candy de Rouge gearbeitet hatten, nach einem Wasserschaden im Kellerarchiv auf Aufnahmen aus dem Jahr 1987. Bei einer Untersuchung der Mehrspurbänder wurde dabei unter anderem ein bis dato unbekannter Song von Falco entdeckt, der als „offizieller“ dritter Teil der Jeanny-Reihe eingestuft wurde. Dieser wurde unter dem Titel The Spirit Never Dies - Jeanny Final gemeinsam mit dem Album The Spirit Never Dies im Dezember 2009 veröffentlicht. Das Material des Albums war laut Aussagen von Falcos Manager Horst Bork für ein fünftes Studioalbum Falcos aufgenommen, von der Plattenfirma Teldec aber abgelehnt worden. Laut Mende habe der Grund vor allem darin gelegen, dass Falco bei diesen Aufnahmen stärker auf Gesang gesetzt habe, während die Plattenfirma den bekannten Sprechgesang forderte. Deshalb habe man sich, um die Wiener-Blut-LP abzuschließen, wieder an die niederländischen Produzenten Bolland & Bolland gewandt.

## Inhalt
Laut Liner Notes im Booklet des Albums sollte mit dem Titelsong The Spirit Never Dies (Jeanny Final), geschrieben und komponiert 1987 von Gunther Mende und Alexander C. De Rouge, die Jeanny-Trilogie abgeschlossen werden. Die Titel Poison und Que pasa hombre wurden bereits 1999 in anderen Versionen auf dem Album Verdammt wir leben noch von Falcos früherem Bandleader Thomas Rabitsch veröffentlicht. Jeanny Part I, welches auf Falco 3, und Jeanny Part II, welches auf Emotional veröffentlicht wurden, sind dem Album in Originalfassung beigegeben. Bis auf Jeanny 1 & 2 entstanden die Aufnahmen eigentlich für das fünfte Falco-Album, welches ursprünglich „Aya“ heißen sollte (es sind die letzten drei Buchstaben des Liedtitels „Himalaya“), und ergänzen damit die bereits 1988 veröffentlichten vier Mende-/De-Rouge-Produktionen von der LP Wiener Blut. Durch diese Veröffentlichung wurde so eine annähernde inhaltliche und konzeptionelle Rekonstruktion des 1987 ursprünglich geplanten, aber so nie veröffentlichten fünften Falco-Albums ermöglicht.

## Titelliste
1. Return to Forever (2:08) – Intro ohne Falco-Beteiligung, neu produziert 2009
2. Nuevo Africano (4:56) – aufgenommen 1987, leicht bearbeitet 2009
3. Jeanny, Part 1 (5:54) – identisch mit der Version vom Album Falco 3 von 1985
4. Coming Home (Jeanny Part 2, Ein Jahr danach) (5:31) – identisch mit der Version vom Album Emotional von 1986
5. The Spirit Never Dies (Jeanny Final) (4:57) – aufgenommen 1987, stark überarbeitet 2009
6. Qué Pasa Hombre (4:41) – aufgenommen 1987, leicht bearbeitet 2009
7. Poison (4:57) – aufgenommen 1987, leicht bearbeitet 2009
8. Sweet Symphony (4:24) – großteils aus Samples bestehender Song, ein Zusammenschnitt aus anderen Falco-Songs von 1987 (Walls of Silence, Poison, Que Pasa Hombre und The Sprit Never Dies) mit wenigen unveröffentlichten Songparts/Songresten
9. Kissing in the Kremlin (3:53) – aufgenommen 1987, leicht bearbeitet 2009
10. Dada Love (4:27) – aus Textfragmenten aus einem bisher unveröffentlichter Song von 1997 eines deutsch-britischen Produzenten zusammengeschnitten
11. The Spirit Never Dies (Jeanny Final) The Special Mix (5:00) – aufgenommen 1987, stark überarbeitet 2009
12. Forever (2:18) – Outro ohne Falco-Beteiligung, neu produziert 2009

## Kommerzieller Erfolg

### Chartplatzierungen

#### Album
| ChartsChartplatzierungen | Höchstplatzierung | Wochen |
| ------------------------ | ----------------- | ------ |
| Deutschland (GfK)        | 3 (23 Wo.)        | 23     |
| Österreich (Ö3)          | 1 (19 Wo.)        | 19     |
| Schweiz (IFPI)           | 33 (14 Wo.)       | 14     |

| ChartsJahrescharts (2010) | Platzierung |
| ------------------------- | ----------- |
| Deutschland (GfK)         | 50          |
| Österreich (Ö3)           | 7           |

#### Singles
Der Song The Spirit Never Dies feierte am 16. November 2009 auf Hitradio Ö3 Premiere.

| Jahr | Titel                                | Höchstplatzierung, Gesamtwochen, AuszeichnungChartsChartplatzierungen (Jahr, Titel, , Platzierungen, Wochen, Auszeichnungen, Anmerkungen) | Anmerkungen                            |
| Jahr | Titel                                | AT | Anmerkungen                            |
| ---- | ------------------------------------ | --- | -------------------------------------- |
| 2009 | The Spirit Never Dies (Jeanny Final) | AT3 (13 Wo.)AT | Erstveröffentlichung: 4. Dezember 2009 |
| 2010 | Kissing in the Kremlin               | — | Erstveröffentlichung: 19. Februar 2010 |

### Auszeichnungen für Musikverkäufe
| Land/Region        | Auszeichnungen für Musikverkäufe (Land/Region, Auszeichnung, Verkäufe) | Verkäufe |
| ------------------ | ---------------------------------------------------------------------- | -------- |
| Deutschland (BVMI) | Gold                                                                   | 100.000  |
| Österreich (IFPI)  | Platin                                                                 | 20.000   |
| Insgesamt          | 1× Gold · 1× Platin ·                                                  | 120.000  |